# Чуварлейка (Ардатовський район)
Чуварлейка (рос. Чуварлейка) — село у складі Ардатовського району Нижньогородської області. Входить до складу робітничого селища Ардатов. Входило до складу скасованої Котовської сільської ради.

## Географія
Розташоване за 9 км на північний захід від робітничого поселення Ардатов.
На заході за 1-2 км змішаний ліс, на півдні та південному сході - невеликі переліски.

## Населення
| 1999 | 2002 | 2010 |
| ---- | ---- | ---- |
| 53   | ↗58  | ↘41  |